# Městský stadion v Kotlině
Městský stadion v Kotlině – wielofunkcyjny stadion w Varnsdorfie, w Czechach. Obiekt może pomieścić 5000 widzów. Swoje spotkania rozgrywają na nim piłkarze klubu FK Varnsdorf.